# Btrfs
Btrfs (B-tree file system) — нова файлова система для Linux, створена з метою реалізації додаткових функцій, які б покращили відмовостійкість, спростили адміністрування і ремонтні роботи. Btrfs зберігає інформацію у вигляді Б-дерева і працює за принципом «копіювання під час запису». Розробка файлової системи почалася в 2007 році в корпорації Oracle, а в серпні 2008 року вихідний код був опублікований під загальною публічною ліцензією GNU (GPL).

## Можливості
Ядро Linux 4.7.6, що випущено 30 вересня 2016 р., та версія btrfs-progs 4.7.3 реалізують такі можливості btrfs:
- Файли розміром до 16 ЕіБ (практично ліміт становить 8 ЕіБ через Linux VFS)
- Ефективне використання простору в разі пакування невеликих файлів
- Ефективна індексація каталогів
- Знімки стану (англ. snapshots) тільки для читання та можливість записувати в знімки
- Підтоми (один або більше окремо монтованих коренів усередині одного фізичного розділу)
- Контрольні суми для даних і метаданих (CRC-32C)
- Прозора компресія (zlib або LZO)
- Гаряче додавання і видалення блочних пристроїв
- Гаряче балансування (переміщення об'єктів між блочними пристроями для балансування навантажень)
- Скидання блоків (покращує вирівнювання зносу блоків на SSD накопичувачах з підтримкою TRIM, також дозволяє вивільняти незадіяний простір на деяких віртуальних пристроях)
- Ефективне додаткове резервне копіювання
- Фоновий процес для пошуку і виправлення помилок файлів з резервними копіями
- Гаряча дефрагментація файлової системи
- Холодна перевірка файлової системи
- Конвертація з ext3/4 на btrfs, і в разі необхідності відкат до початкового стану (завдяки тому, що перед конвертацією робиться знімок стану)
- Сіяння файлової системи (оригінальна файлова система і пристрої, на яких вона розташована, включаються в режимі «тільки читання» як стартова точка для нової файлової системи)
- Підтримка квот для залежних підтомів
- Надсилання та отримання змін в підтомах
- Гаряче збільшення і зменшення розміру розділу
- Клонування файлів («копіювання під час запису» для окремо взятих файлів, або діапазону їх байтів)
- Дедуплікація даних (відбувається після запису)

Також планується реалізація таких можливостей:
- Гаряча перевірка файлової системи
- Об'єктні рівні з відзеркаленням та чергуванням
- Альтернативні контрольні суми
- Дедуплікація даних (відбувається під час запису)
- Інші методи компресій
- Гаряче відстежування та пересилання даних до швидших пристроїв

## Виноски
1. 1 2  https://web.archive.org/web/20180216205624/http://thread.gmane.org/gmane.comp.file-systems.btrfs/34607
2. ↑  Btrfs Wiki: Main Page (англійською) . Архів оригіналу за 28 червня 2012. Процитовано 8 березня 2012.